# 문일여자고등학교
문일여자고등학교(文一女子高等學校)는 대한민국 인천광역시 남동구 만수동에 위치한 사립 고등학교이다.

## 학교 연혁
- 1958년 3월 : 학교법인 문성학원 설립인가, 문용호 이사장 취임
- 1985년 11월 : 교사 서옥관(瑞玉館) 신축 준공(연면적 3,125m2)
- 1985년 12월 : 문일여자고등학교 설립인가(총 21학급 1,218명)
- 1986년 3월 : 초대 교장 김영석 선생 취임, 제1회 입학식 거행(405명)
- 1987년 12월 : 교사 선연관(嬋娟館) 증축 준공(연면적 3,916m2)
- 1989년 2월 : 제1회 졸업식 거행(398명)
- 1989년 10월 : 문성학원 설립 31주년 기념식 및 서원회관 개관식
- 1991년 10월 : 교사 서옥관(瑞玉館) 5층 증축 준공(301m2)
- 1996년 4월 : 개교 10주년 기념 문원축전
- 2002년 8월 : 교사 성근관(成勤館) 증축 준공(연면적 2,483m2)
- 2004년 4월 : 급식소 조리실 준공(210m2)
- 2004년 6월 : 전자도서관 문연재 개관
- 2018년 3월 : 신축교사 이전(대지 13,224.5m2, 건축 14,583.43m2)
- 2022년 3월 : 제4대 교장 김정애 선생 취임
- 2023년 9월 : 제6대 이사장 정현모 취임
- 2024년 1월 : 제36회 졸업식(355명, 졸업생 누계 18,379명)

## 참고 자료
- 문일여자고등학교 - 한국교육학술정보원 학교알리미